# Rhynchospora oreoboloidea
Rhynchospora oreoboloidea är en halvgräsart som beskrevs av Gómez-laur. Rhynchospora oreoboloidea ingår i släktet småag, och familjen halvgräs. Inga underarter finns listade i Catalogue of Life.